# Ghost Tropic
Pour plus de détails, voir Fiche technique et Distribution.
Ghost Tropic  est un film dramatique belge réalisé par Bas Devos,.

## Synopsis
Khadija, femme de ménage âgée, fait des kilomètres en métro pour aller au travail. Un jour, alors qu'elle rentrait du boulot, elle s'endort dans le dernier métro et se réveille au terminus, très loin de chez elle. Elle décide de traverser Bruxelles à moitié endormie et y fait des rencontres, donne de l'aide et en reçoit en retour, le temps d'une nuit. 

## Fiche technique
- Titre : Ghost Tropic
- Réalisation : Bas Devos
- Scénario :  Bas Devos
- Musique : Brecht Ameel
- Costumes : Manon Blom
- Producteur : Quetzalcoatl (Marc Goyens)
- Pays d’origine :  Belgique
- Genre : film dramatique
- Dates de sortie :
  -  Belgique : 1er janvier 2020
  -  France : 1er janvier 2020

## Distribution
- Saadia Bentaïeb : Khadija
- Maaike Neuville : l'employée de la station service
- Nora Dari : une fille
- Stefan Gota : un vigile

## Sélections
- 2019 : Quinzaine des réalisateurs[3]